# Championnat de Tunisie de football 2015-2016
Navigation
Saison précédente Saison suivante
La saison 2015-2016 du championnat de Tunisie de football est la 61e édition de la première division tunisienne à poule unique, la Ligue Professionnelle 1. Les seize meilleurs clubs tunisiens jouent les uns contre les autres à deux reprises durant la saison, à domicile et à l'extérieur. En fin de saison, les trois derniers du classement sont relégués et remplacés par les trois meilleurs clubs de la Ligue Professionnelle 2.
Le Club africain est le tenant du titre. Ses principaux adversaires pour la victoire finale sont le Club sportif sfaxien, l'Espérance sportive de Tunis et l'Étoile sportive du Sahel. Les deux premiers du classement se qualifient pour la Ligue des champions de la CAF 2017 tandis que le troisième participe à la coupe de la confédération 2017.
| \| CA EST ASM ST CSHL CAB EGSG ESM ESS JSK CSS SG ESZ USBG ASK EOSB \| Localisation des clubs engagés dans le championnat. |
| CA EST ASM ST CSHL CAB EGSG ESM ESS JSK CSS SG ESZ USBG ASK EOSB                                                           |

## Participants
Les 13 premiers du championnat 2014-2015 ainsi que les trois premiers du championnat de Ligue II participent à la compétition.
| Club                            | Dernière montée | Classement 2014-2015 | Entraîneur       | Depuis | Stade                          | Capacité théorique | Ville       |
| ------------------------------- | --------------- | -------------------- | ---------------- | ------ | ------------------------------ | ------------------ | ----------- |
| Club africain                   | 1937            | 1er                  | Ruud Krol        | 2015   | Stade olympique de Radès       | 60 000             | Tunis       |
| Étoile sportive du Sahel (C)    | 1962            | 2e                   | Faouzi Benzarti  | 2014   | Stade olympique de Sousse      | 28 000             | Sousse      |
| Espérance sportive de Tunis     | 1971            | 3e                   | Ammar Souayah    | 2015   | Stade olympique de Radès       | 60 000             | Tunis       |
| Club sportif sfaxien            | 1947            | 4e                   | Chiheb Ellili    | 2015   | Stade Taïeb-Mehiri             | 11 000             | Sfax        |
| Espérance sportive de Zarzis    | 2014            | 5e                   | Mounir Rached    | 2015   | Stade Jlidi                    | 7 000              | Zarzis      |
| Avenir sportif de La Marsa      | 2010            | 6e                   | Mondher Kebaier  | 2014   | Stade Abdelaziz-Chtioui        | 6 000              | La Marsa    |
| Club athlétique bizertin        | 1990            | 7e                   | Youssef Zouaoui  | 2015   | Stade du 15-Octobre            | 20 000             | Bizerte     |
| Stade tunisien                  | 1955            | 8e                   | Maher Kanzari    | 2014   | Stade Chedly-Zouiten           | 18 000             | Le Bardo    |
| Jeunesse sportive kairouanaise  | 2009            | 9e                   | Pascal Janin     | 2015   | Stade Hamda-Laouani            | 5 000              | Kairouan    |
| Stade gabésien                  | 2012            | 10e                  | Nizar Khanfir    | 2015   | Stade de Zrig                  | 15 000             | Gabès       |
| Club sportif de Hammam Lif      | 2006            | 11e                  | Mouine Chaabani  | 2015   | Stade municipal de Hammam Lif  | 8 000              | Hammam Lif  |
| Étoile sportive de Métlaoui     | 2013            | 12e                  | Mohamed Kouki    | 2015   | Stade municipal de Métlaoui    | 5 000              | Métlaoui    |
| El Gawafel sportives de Gafsa   | 2005            | 13e                  | Kais Yaâkoubi    | 2015   | Stade olympique de Gafsa       | 8 000              | Gafsa       |
| Avenir sportif de Kasserine     | 2015            | 1er (L2)             | Farouk Jenhaoui  | 2014   | Stade municipal de Kasserine   | 10 000             | Kasserine   |
| Union sportive de Ben Guerdane  | 2015            | 2e (L2)              | Sofiene Hidoussi | 2015   | Stade du 7-Mars                | 10 000             | Ben Gardane |
| Étoile olympique de Sidi Bouzid | 2015            | 3e (L2)              | Samir Jouili     | 2015   | Stade municipal de Sidi Bouzid | 3 000              | Sidi Bouzid |

Légende des couleurs
- Ligue des champions de la CAF 2016
- Coupe de la confédération 2016[4]
- Promu de la Ligue II 2014-2015

| Club                            | Entraîneur(s) partant(s) | Motif du départ | Entraîneur(s) arrivant(s) |
| ------------------------------- | ------------------------ | --------------- | ------------------------- |
| Club africain                   | Daniel Sanchez           | Renvoi          | Ruud Krol                 |
| Stade tunisien                  | Lassaad Dridi            | Démission       | Maher Kanzari             |
| Club athlétique bizertin        | Ghazi Ghrairi            | Renvoi          | Youssef Zouaoui           |
| Jeunesse sportive kairouanaise  | Salem Kdhemi             | Renvoi          | Pascal Janin              |
| El Gawafel sportives de Gafsa   | Khaled Ben Yahia         | Démission       | Kais Yaâkoubi             |
| Union sportive de Ben Guerdane  | Lotfi Sebti              | Renvoi          | Sofiene Hidoussi          |
| Étoile olympique de Sidi Bouzid | Tarek Thabet             | Renvoi          | Samir Jouili              |

## Compétition

### Classement
Le barème de points servant à établir le classement se décompose ainsi :
- Victoire : 3 points
- Match nul : 1 point
- Défaite : 0 point

| Rang | Équipe                              | Pts | J  | G  | N  | P  | Bp | Bc | Diff |
| ---- | ----------------------------------- | --- | -- | -- | -- | -- | -- | -- | ---- |
| 1    | Étoile sportive du Sahel (CC)       | 77  | 30 | 24 | 5  | 1  | 57 | 17 | +40  |
| 2    | Espérance sportive de Tunis (C)     | 72  | 30 | 23 | 3  | 4  | 60 | 21 | +39  |
| 3    | Club sportif sfaxien                | 72  | 30 | 23 | 3  | 4  | 57 | 21 | +36  |
| 4    | Étoile sportive de Métlaoui         | 49  | 30 | 15 | 4  | 11 | 36 | 26 | +10  |
| 5    | Club athlétique bizertin            | 41  | 30 | 11 | 8  | 11 | 21 | 21 | 0    |
| 6    | Club africain (T)                   | 39  | 30 | 11 | 6  | 13 | 42 | 38 | +4   |
| 7    | Étoile olympique de Sidi Bouzid (P) | 37  | 30 | 11 | 4  | 15 | 25 | 38 | -13  |
| 8    | Club sportif de Hammam Lif          | 36  | 30 | 10 | 6  | 14 | 27 | 32 | -5   |
| 9    | Jeunesse sportive kairouanaise      | 36  | 30 | 10 | 6  | 14 | 27 | 37 | -10  |
| 10   | Avenir sportif de La Marsa          | 34  | 30 | 9  | 7  | 14 | 25 | 35 | -10  |
| 11   | Union sportive de Ben Guerdane (P)  | 33  | 30 | 8  | 9  | 13 | 21 | 30 | -9   |
| 12   | Stade gabésien                      | 33  | 30 | 8  | 9  | 13 | 28 | 35 | -7   |
| 13   | Espérance sportive de Zarzis        | 33  | 30 | 8  | 9  | 13 | 30 | 39 | -9   |
| 14   | El Gawafel sportives de Gafsa       | 30  | 30 | 6  | 12 | 12 | 31 | 41 | -10  |
| 15   | Avenir sportif de Kasserine (P)     | 23  | 30 | 5  | 8  | 17 | 17 | 49 | -32  |
| 16   | Stade tunisien -3                   | 18  | 30 | 4  | 9  | 17 | 17 | 41 | -24  |

|  | Qualification pour la LC 2017 |
|  | Qualification pour la CC 2017 |
|  | Relégation directe en Ligue Professionnelle 2 |
|  | (T) Tenant du titre (CC) Vainqueur de la Coupe de la confédération 2015 (C) Vainqueur de la coupe de Tunisie 2015-2016 (P) Club promu de deuxième division |

Le Stade tunisien perd son match 2-0 sur tapis vert face à l'Étoile sportive de Métlaoui et reçoit une pénalité d'un point pour avoir refusé de jouer son match lors de la 28e journée, après son annonce de retrait du championnat à la suite des suspensions à vie prononcées par la Fédération tunisienne de football contre plusieurs de ses joueurs ayant agressé le gardien de l'Avenir sportif de La Marsa.

### Résultats
| Résultats (▼dom., ►ext.)                                   | CA  | ESS | EST | CSS | ESZ | ASM | CAB | ST  | JSK | SG  | CSHL | ESM | EGSG | ASK | USBG | EOSB |
| CA                                                         |     | 1-2 | 0-2 | 2-3 | 1-1 | 1-0 | 0-1 | 4-0 | 5-0 | 1-1 | 3-1  | 0-2 | 2-1  | 2-0 | 2-1  | 1-0  |
| ESS                                                        | 1-0 |     | 3-0 | 3-1 | 1-0 | 3-0 | 2-1 | 4-1 | 2-1 | 5-2 | 2-0  | 1-0 | 2-1  | 1-0 | 4-0  | 1-0  |
| EST                                                        | 2-1 | 2-2 |     | 2-1 | 1-2 | 1-0 | 2-0 | 4-1 | 2-1 | 2-0 | 2-1  | 1-0 | 3-0  | 5-0 | 2-1  | 5-1  |
| CSS                                                        | 3-1 | 1-1 | 1-0 |     | 2-0 | 3-0 | 1-0 | 3-1 | 1-0 | 2-1 | 2-1  | 3-1 | 3-1  | 6-0 | 1-0  | 3-1  |
| ESZ                                                        | 1-0 | 0-1 | 1-2 | 1-0 |     | 0-0 | 0-0 | 3-1 | 0-0 | 3-3 | 2-1  | 1-3 | 1-1  | 3-1 | 2-1  | 0-2  |
| ASM                                                        | 2-3 | 0-3 | 3-1 | 0-1 | 2-0 |     | 1-0 | 1-0 | 0-2 | 0-2 | 1-0  | 0-0 | 2-2  | 2-0 | 1-0  | 0-1  |
| CAB                                                        | 0-0 | 0-2 | 1-3 | 0-1 | 1-1 | 1-0 |     | 1-0 | 2-0 | 1-0 | 3-0  | 3-2 | 1-1  | 1-0 | 0-0  | 0-1  |
| ST                                                         | 4-2 | 0-0 | 0-0 | 0-1 | 1-1 | 1-1 | 1-0 |     | 1-1 | 0-1 | 0-1  | 2-0 | 1-1  | 0-0 | 0-2  | 1-2  |
| JSK                                                        | 2-1 | 1-3 | 0-4 | 2-2 | 1-0 | 3-1 | 0-1 | 0-1 |     | 0-0 | 1-1  | 1-0 | 1-0  | 1-2 | 0-0  | 1-1  |
| SG                                                         | 1-3 | 1-1 | 0-1 | 0-2 | 2-2 | 1-1 | 0-0 | 1-0 | 0-1 |     | 2-0  | 0-0 | 1-0  | 2-0 | 2-1  | 1-0  |
| CSHL                                                       | 2-2 | 0-1 | 0-1 | 2-1 | 3-1 | 1-1 | 0-0 | 2-0 | 1-0 | 1-1 |      | 0-1 | 2-0  | 2-0 | 2-0  | 1-0  |
| ESM                                                        | 1-0 | 2-0 | 1-2 | 0-1 | 1-0 | 1-0 | 0-1 | 2-0 | 1-2 | 1-0 | 1-0  |     | 1-0  | 2-1 | 0-1  | 3-1  |
| EGSG                                                       | 1-1 | 1-1 | 0-0 | 1-4 | 2-3 | 1-2 | 0-0 | 2-0 | 2-1 | 2-0 | 2-1  | 2-2 |      | 2-1 | 0-0  | 2-1  |
| ASK                                                        | 1-1 | 0-1 | 0-4 | 0-3 | 1-1 | 3-1 | 0-2 | 0-0 | 1-0 | 3-2 | 0-0  | 1-2 | 1-1  |     | 1-0  | 0-1  |
| USBG                                                       | 0-2 | 0-2 | 0-1 | 0-0 | 1-0 | 0-0 | 1-0 | 2-0 | 2-0 | 1-0 | 2-0  | 2-2 | 1-1  | 2-2 |      | 1-1  |
| EOSB                                                       | 2-0 | 1-2 | 0-2 | 0-1 | 1-0 | 3-2 | 2-0 | 0-0 | 0-2 | 0-3 | 0-1  | 0-4 | 1-1  | 0-0 | 1-0  |      |
| - Victoire à domicile - Match nul - Victoire à l'extérieur |     |     |     |     |     |     |     |     |     |     |      |     |      |     |      |      |

### Évolution du classement
| Journées → | 1  | 2  | 3  | 4  | 5  | 6  | 7  | 8  | 9  | 10 | 11 | 12 | 13 | 14 | 15 | 16 | 17 | 18 | 19 | 20 | 21 | 22 | 23 | 24 | 25 | 26 | 27 | 28 | 29 | 30 | En tête | Relégable |   |   |  |
| ---------- | -- | -- | -- | -- | -- | -- | -- | -- | -- | -- | -- | -- | -- | -- | -- | -- | -- | -- | -- | -- | -- | -- | -- | -- | -- | -- | -- | -- | -- | -- | ------- | --------- | - | - |  |
| Journées → | CA | 1  | 5  | 2  | 4  | 11 | 12 | 12 | 12 | 10 | 11 | 9  | 8  | 11 | 8  | 9  | 9  | 6  | 7  | 10 | 10 | 9  | 9  | 6  | 5  | 5  | 5  | 5  | 5  | 5  | En tête | Relégable | 6 | 1 |  |
| ESS        | 13 | 6  | 11 | 12 | 5  | 3  | 3  | 3  | 3  | 2  | 1  | 1  | 1  | 1  | 1  | 1  | 1  | 1  | 1  | 1  | 1  | 1  | 1  | 1  | 1  | 1  | 1  | 1  | 1  | 1  | 19      |           |   |   |  |
| EST        | 12 | 11 | 7  | 3  | 3  | 2  | 2  | 2  | 2  | 1  | 3  | 2  | 3  | 3  | 3  | 3  | 3  | 3  | 3  | 3  | 3  | 3  | 3  | 3  | 2  | 2  | 3  | 3  | 2  | 2  | 1       |           |   |   |  |
| CSS        | 7  | 1  | 1  | 1  | 1  | 1  | 1  | 1  | 1  | 3  | 2  | 3  | 2  | 2  | 2  | 2  | 2  | 2  | 2  | 2  | 2  | 2  | 2  | 2  | 3  | 3  | 2  | 2  | 3  | 3  | 8       |           |   |   |  |
| ESZ        | 6  | 3  | 9  | 7  | 9  | 7  | 7  | 6  | 6  | 10 | 11 | 11 | 9  | 12 | 12 | 12 | 13 | 13 | 13 | 13 | 13 | 11 | 9  | 7  | 8  | 9  | 10 | 13 | 12 | 10 |         |           |   |   |  |
| ASM        | 2  | 2  | 10 | 8  | 10 | 8  | 10 | 7  | 9  | 7  | 7  | 7  | 7  | 9  | 11 | 13 | 10 | 10 | 8  | 8  | 10 | 9  | 7  | 8  | 10 | 10 | 9  | 8  | 8  | 13 |         |           |   |   |  |
| CAB        | 3  | 7  | 4  | 9  | 8  | 10 | 9  | 11 | 7  | 9  | 6  | 6  | 4  | 5  | 5  | 4  | 4  | 5  | 5  | 5  | 5  | 5  | 5  | 6  | 6  | 6  | 6  | 7  | 6  | 5  |         |           |   |   |  |
| ST         | 16 | 15 | 14 | 14 | 15 | 13 | 13 | 14 | 14 | 14 | 14 | 15 | 14 | 14 | 14 | 14 | 14 | 14 | 14 | 14 | 14 | 14 | 14 | 15 | 16 | 15 | 16 | 16 | 16 | 16 |         | 28        |   |   |  |
| JSK        | 14 | 14 | 15 | 15 | 14 | 15 | 15 | 13 | 13 | 13 | 13 | 12 | 12 | 11 | 8  | 7  | 9  | 6  | 7  | 7  | 7  | 7  | 10 | 11 | 12 | 12 | 10 | 11 | 10 | 11 |         | 7         |   |   |  |
| SG         | 10 | 10 | 3  | 5  | 7  | 6  | 5  | 4  | 4  | 4  | 4  | 4  | 5  | 6  | 6  | 11 | 12 | 12 | 12 | 11 | 12 | 13 | 13 | 12 | 13 | 12 | 11 | 10 | 11 | 8  |         |           |   |   |  |
| CSHL       | 8  | 4  | 8  | 11 | 6  | 9  | 8  | 10 | 10 | 12 | 12 | 13 | 13 | 13 | 13 | 10 | 7  | 8  | 11 | 12 | 11 | 12 | 12 | 13 | 9  | 7  | 8  | 9  | 9  | 9  |         |           |   |   |  |
| ESM        | 4  | 8  | 5  | 6  | 4  | 5  | 6  | 8  | 5  | 5  | 5  | 5  | 6  | 4  | 4  | 5  | 5  | 4  | 4  | 4  | 4  | 4  | 4  | 4  | 4  | 4  | 4  | 4  | 4  | 4  |         |           |   |   |  |
| EGSG       | 9  | 16 | 16 | 16 | 16 | 16 | 16 | 16 | 16 | 16 | 16 | 14 | 15 | 15 | 15 | 16 | 15 | 15 | 16 | 16 | 15 | 15 | 15 | 14 | 14 | 14 | 13 | 13 | 14 | 14 |         | 27        |   |   |  |
| ASK        | 15 | 13 | 13 | 10 | 13 | 14 | 14 | 15 | 15 | 15 | 15 | 16 | 16 | 16 | 16 | 15 | 16 | 16 | 15 | 15 | 16 | 16 | 16 | 16 | 15 | 15 | 15 | 15 | 15 | 15 |         | 26        |   |   |  |
| USBG       | 5  | 12 | 12 | 13 | 12 | 11 | 11 | 9  | 11 | 8  | 10 | 10 | 10 | 7  | 10 | 9  | 11 | 11 | 9  | 9  | 8  | 10 | 11 | 10 | 11 | 13 | 14 | 14 | 13 | 12 |         | 2         |   |   |  |
| EOSB       | 11 | 9  | 6  | 2  | 2  | 4  | 4  | 5  | 8  | 6  | 8  | 9  | 8  | 10 | 7  | 7  | 8  | 9  | 6  | 6  | 6  | 7  | 8  | 9  | 7  | 7  | 6  | 6  | 7  | 7  |         |           |   |   |  |

Notes :
1. ↑  Un match de retard pour les clubs de l'ESS et du CSHL.
2. ↑  Un match de retard pour les clubs de l'ESS et du CA.
3. ↑  CSHL-ESS joué après que la 5e journée soit jouée.
4. ↑  ESS-CA joué après que la 8e journée soit jouée.

### Buts marqués par journée
Ce graphique représente le nombre de buts marqués lors de chaque journée, pour un total de 515 buts en 30 journées (soit 17,17 par journée et 2,14 par match) :

### Meilleurs buteurs
| Rang | Joueur                  | Club                 | Buts |
| ---- | ----------------------- | -------------------- | ---- |
| 1    | Ali Maaloul             | CS Sfax              | 16   |
| 2    | Taha Yassine Khenissi   | ES Tunis             | 12   |
| 2    | Saad Bguir              | ES Tunis             | 12   |
| 2    | Hamza Lahmar            | ES Sahel             | 12   |
| 2    | Jacques Bessan          | CA Bizerte/EGS Gafsa | 12   |
| 3    | Junior Ajayi            | CS Sfax              | 10   |
| 4    | Alaya Brigui            | ES Sahel             | 9    |
| 4    | Diogo Acosta            | ES Sahel             | 9    |
| 4    | Ézéchiel Ndouassel      | CS Sfax              | 9    |
| 4    | Borhene Ghannem         | EGS Gafsa            | 9    |
| 5    | Ahmed Akaichi           | ES Sahel             | 8    |
| 5    | Fakhreddine Ben Youssef | ES Tunis             | 8    |
| 5    | Hamza Messaadi          | ES Zarzis            | 8    |

### Meilleurs passeurs
| Rang | Joueur                | Club          | Passes |
| ---- | --------------------- | ------------- | ------ |
| 1    | Idriss Mhirsi         | ES Tunis      | 8      |
| 2    | Taha Yassine Khenissi | ES Tunis      | 7      |
| 3    | Iheb Msakni           | ES Sahel      | 6      |
| 4    | Saad Bguir            | ES Tunis      | 5      |
| 4    | Junior Ajayi          | CS Sfax       | 5      |
| 4    | Chedli Chaar          | CS Hammam Lif | 5      |
| 4    | Hamza Jabnoun         | AS Kasserine  | 5      |
| 5    | Hamdi Nagguez         | ES Sahel      | 4      |
| 5    | Iheb Mbarki           | ES Tunis      | 4      |
| 5    | Alaya Brigui          | ES Sahel      | 4      |
| 5    | Maher Hannachi        | CS Sfax       | 4      |
| 5    | Imed Meniaoui         | Club africain | 4      |
| 5    | Ibrahim Chenihi       | Club africain | 4      |
| 5    | Haythem Ayouni        | JS Kairouan   | 4      |

### Meilleurs gardiens
| Rang | Joueur           | Club                           | Buts | Matchs | Ratio |
| ---- | ---------------- | ------------------------------ | ---- | ------ | ----- |
| 1    | Aymen Mathlouthi | Étoile sportive du Sahel       | 12   | 21     | 0,57  |
| 2    | Rami Jridi       | Club sportif sfaxien           | 21   | 30     | 0,70  |
| 3    | Saber Khalfaoui  | Club athlétique bizertin       | 8    | 15     | 0,53  |
| 4    | Marouen Braiek   | Étoile sportive de Métlaoui    | 5    | 8      | 0,62  |
| 5    | Youssef Trabelsi | Avenir sportif de La Marsa     | 7    | 11     | 0,63  |
| 6    | Ali Jemal        | Union sportive de Ben Guerdane | 8    | 12     | 0,66  |

## Statistiques
- Meilleure attaque : Espérance sportive de Tunis (60 buts marqués)
- Meilleure défense : Étoile sportive du Sahel (17 buts encaissés)
- Premier but de la saison : Mohamed Ali Mhadhbi (  83e) pour le Club sportif de Hammam Lif contre l'Étoile olympique de Sidi Bouzid (1-0), le 12 septembre 2015
- Dernier but de la saison : Prince Ipara (  89e) pour le Club athlétique bizertin contre le Club africain (1-0), le 12 juin 2016
- Premier but contre son camp : Charfeddine Kochti (  73e) du Stade tunisien en faveur du Club africain (4-0), le 13 septembre 2015
- Premier but sur coup franc direct : Yassin Mikari (  55e) pour le Club africain contre le Stade tunisien (4-0), le 13 septembre 2015
- Premier doublé : Hamza Messaadi (  63e   79e) pour l'Espérance sportive de Zarzis contre El Gawafel sportives de Gafsa (3-2), le 13 septembre 2015
- Premier triplé :
- But le plus rapide d'une rencontre : Ahmed Akaichi ( 47 secondes) pour l'Étoile sportive du Sahel contre le Club athlétique bizertin (0-2), le 15 avril 2016
- But le plus tardif d'une rencontre : Youssef Fouzai (  90+10e) pour le Stade gabésien contre l'Union sportive de Ben Guerdane (2-1), le 3 mars 2016
- Plus jeune buteur de la saison :
- Plus vieux buteur de la saison :
- Journée de championnat la plus riche en buts : 1re journée (23 buts)
- Journée de championnat la plus pauvre en buts : 2e journée (11 buts)
- Nombre de buts inscrits durant la saison : 515 buts
- Plus grand nombre de buts dans une rencontre : 7 buts de l'Étoile sportive du Sahel contre le Stade gabésien (5-2), le 30 décembre 2015
- Plus large victoire à domicile : (6-0)
  - Club sportif sfaxien contre l'Avenir sportif de Kasserine le 12 juin 2016
- Plus large victoire à l'extérieur : (1-4)
  - Club sportif sfaxien contre El Gawafel sportives de Gafsa, le 28 février 2016
- Plus grand nombre de buts en une mi-temps : 5 buts en deuxième période :
  - Espérance sportive de Zarzis contre El Gawafel sportives de Gafsa (3-2), le 13 septembre 2015 ;
  - Étoile sportive du Sahel contre le Stade gabésien (5-2 ; 2-0 en première mi-temps), le 30 décembre 2015.
- Plus grand nombre de buts dans une rencontre par un joueur : 2 buts (plusieurs joueurs)
- Coup du chapeau le plus rapide :
- Coups du chapeau de la saison :
- Plus grande série de victoires : 11 victoires pour le Club sportif sfaxien entre la 13e et la 23e journée
- Plus grande série de défaites : 5 défaites pour le El Gawafel sportives de Gafsa entre la 1re et la 5e journée
- Plus grande série de matchs sans défaite : 29 matchs pour l'Étoile sportive du Sahel entre la 2e et la 30e journée (série en cours)
- Plus grande série de matchs sans victoire : 11 matchs pour El Gawafel sportives de Gafsa entre la 1re et la 11e journée
- Plus grande série de matchs avec au moins un but marqué : 23 matchs
  - Club sportif sfaxien entre la 1re et la 23e journée
- Plus grande série de matchs sans but marqué : 4 matchs pour le Stade tunisien entre la 1re et la 4e journée
- Plus grand nombre de spectateurs dans une rencontre :
- Plus petit nombre de spectateurs dans une rencontre :
- Champion d'automne : Étoile sportive du Sahel
- Champion : Étoile sportive du Sahel

## Droits TV
Le 31 juillet 2015, la Fédération tunisienne de football annonce la vente des droits TV du championnat à la société B4 Production pour trois saisons, à partir de la saison 2015-2016. Cette dernière obtient l'exclusivité de ces droits concernant les pays du Golfe et du Maghreb, tout en maintenant les droits de la chaîne Al-Kass Sports pour la saison 2015-2016 et sans remettre en question les droits des chaînes Al Wataniya et Hannibal TV de diffuser également les rencontres du championnat et de la coupe de Tunisie.
La fédération n'indique pas dans son communiqué le montant de la transaction, précisant que la société B4 Production avait présenté la meilleure offre financière.
Le 30 octobre 2015, la chaîne Hannibal TV cède ses droits à la chaîne Attessia TV.

## Bilan de la saison
| Championnat de Tunisie de football 2015-2016                        |                                      |
| Champion                                                            | Étoile sportive du Sahel (10e titre) |
| Qualifications continentales                                        |                                      |
| Ligue des champions de la CAF 2017                                  | Étoile sportive du Sahel             |
| Ligue des champions de la CAF 2017                                  | Espérance sportive de Tunis          |
| Coupe de la confédération 2017                                      | Club sportif sfaxien                 |
| Coupe de la confédération 2017                                      | Club africain                        |
| Promotions et relégations                                           |                                      |
| Promus en Championnat de Tunisie de football                        | Avenir sportif de Gabès              |
| Promus en Championnat de Tunisie de football                        | Union sportive de Tataouine          |
| Promus en Championnat de Tunisie de football                        | Olympique de Béja                    |
| Relégués en Championnat de Tunisie de football de deuxième division | El Gawafel sportives de Gafsa        |
| Relégués en Championnat de Tunisie de football de deuxième division | Avenir sportif de Kasserine          |
| Relégués en Championnat de Tunisie de football de deuxième division | Stade tunisien                       |

## Portrait du club champion
- Président : Ridha Charfeddine
- Entraîneur : Faouzi Benzarti
- Effectif utilisé (29 joueurs) :
  - Gardiens de but : Aymen Mathlouthi (23 matchs [m]), Zied Jebali (10 m)
  - Défenseurs : Ghazi Abderrazzak (28 m), Ammar Jemal (24 m), Hamdi Nagguez (23 m), Zied Boughattas (22 m), Rami Bedoui (20 m), Marouène Tej (18 m), Saddam Ben Aziza (7 m)
  - Milieux de terrains : Hamza Lahmar (29 m), Alaya Brigui (29 m), Mohamed Amine Ben Amor (25 m), Iheb Msakni (25 m), Franck Kom (23 m), Aymen Trabelsi (9 m), Mehdi Saada (7 m), Michailou Dramé (7 m), Nidhal Saïed (3 m), Fahmi Kacem (1 m)
  - Attaquants : Ahmed Akaichi (20 m), Diogo Acosta (19 m), Amir Omrani (15 m), Al Khalil Bangoura (10 m), Yacine Amri (3 m), Mohamed Aouichi (2 m), Youssef Mouihbi (2 m), Baghdad Bounedjah (2 m), Vakoun Issouf Bayo (2 m), Godspower Aniefiok (1 m)
- Buteurs :
  - Hamza Lahmar : 12 buts
  - Diogo Acosta et Alaya Brigui : 9 buts
  - Ahmed Akaichi : 8 buts
  - Iheb Msakni et Hamdi Nagguez : 4 buts
  - Ammar Jemal et Franck Kom : 2 buts
  - Zied Boughattas, Rami Bedoui, Saddam Ben Aziza, Mohamed Amine Ben Amor, Baghdad Bounedjah, Michailou Dramé : 1 but
  - Houcem Bniona (JSK), contre son camp